# Idiocerus consimilis
Idiocerus consimilis är en insektsart som beskrevs av Vilbaste 1968. Idiocerus consimilis ingår i släktet Idiocerus och familjen dvärgstritar. Inga underarter finns listade i Catalogue of Life.